# José Bonilla

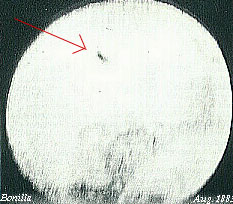
1ª Foto de OVNI conhecida

José Bonilla (Zacatecas (cidade), 5 fevereiro 1853 - Cidade do México, 13 maio 1920)  foi um astrônomo mexicano.
Em 12 de agosto de 1883, Zacatecas (México), Bonilla estudava o Sol no observatório da cidade onde era diretor, quando para sua surpresa (na época não se falava em OVNIs), identificou uma série de manchas que atravessavam o disco solar em linha totalmente reta, a uma distância a qual o astrônomo calculou ser não superior a 300.000 km. Em outras palavras, estes objetos estavam a uma distância equivalente à distância da Terra à Lua.
Bonilla imediatamente fotografou os objetos. Supostamente, aquelas foram as primeiras fotografias OVNIs de que se tem registro. A observação, segundo Bonilla, durou um dia e parte do dia seguinte. Também segundo ele: "aqueles objetos passavam de dois em dois por cima do disco solar".
Nenhum dos eminentes cientistas da época levou a sério quando o astrônomo levou a público seu estranho descobrimento. Desanimado, José Bonilla enviou as fotos à L'Astronomie (revista de astronomia popular, de meteorologia e de física do globo), de Paris, que as considerou boas e as publicou nas páginas 347 do volume de 1885.
O mesmo Bonilla escreve na L'Astronomie, publicada por Camille Flammarión:
- "... Em 12 de agosto de 1883, às 8:00h, comecei a extrair pontos do Sol quando, de repente, observei um pequeno objeto brilhante que penetrava no campo do telescópio, ficando marcado no papel que eu usava para assinalar os pontos. Atravessou o disco solar e projetou-se como uma sombra quase circular. Quando estava acabando de me recuperar da surpresa, o mesmo fenômeno repetiu-se numa tal freqüência que, durante duas horas, fui capaz de contar 283 objetos atravessando a face do Sol."
Bonilla e seu ajudante registraram 331 "objetos" no referido 12 de agosto e 116 no dia seguinte com um total de 447 OVNIs. A trajetória percorrida foi de oeste à leste, com maior ou menor inclinação para o norte ou sul do disco solar.
- "Como freqüentemente eu tirava fotografias do Sol quando seu disco mostrava pontos e faculae (regiões luminosas da fotosfera do Sol, vistas muito facilmente perto de suas bordas), decidi fotografar também este raro e interessante fenômeno da passagem dos corpos através do Sol. Com este objetivo substituí, no mesmo equatorial, a lente de 16 cm por outra da mesma intensidade, com um foco químico (apropriado para o trabalho fotográfico), e a ocular por uma câmara fotográfica. Depois de várias tentativas de ajustar o equipamento, consegui tirar várias fotos, tendo enviado para a L'Astronomie a mais interessante. Enquanto eu tirava estas fotografias, um ajudante contou os corpos com o descobridor equatorial do telescópio. A fotografia foi tirada utilizando uma placa úmida com um tempo de exposição de 1/100 de segundo. Esta velocidade não me permitiu estudar e preparar convenientemente os banhos e, além disso, o negativo teve de ser um pouco colorido pelo revelador. O foco não está totalmente no Sol mas sim no corpo, que era mais interessante nessa ocasião."
José Bonilla considerou que de acordo com seus cálculos, aquelas desconcertantes "esquadrilhas", as quais passavam ante o Sol em formações de 15 a 20 objetos, podiam navegar a uma distância estimada de 242.000Km da Terra.